# 100% Nylon
100% Nylon é o título do primeiro álbum de estúdio da carreira do girl group islandês de pop e eurodance Nylon. O álbum foi lançado em 28 de novembro de 2004 pela Believer Music em parceria com a Universal Music, alcançando o primeiro lugar em vendas.

## Informações
Em 2004 as quatro amigas Alma Guðmundsdóttir (Reiquiavique, 29 de dezembro de 1984), Steinunn Þóra Camilla Sigurðardóttir (Reiquiavique, 13 de julho de 1984), Klara Ósk Elíasdóttir (Reiquiavique, 27 de novembro de 1985) e Emilía Björg Óskarsdóttir (Reiquiavique, 14 de junho de 1984) assinaram um contrato com a Believer Music, afiliada da Universal Music, após serem descobertas pela gravadora. No mesmo ano, precisamente em 28 de outubro, é lançado o primeiro álbum do girl group contendo onze faixas das quais nove são inéditas, escrita para as meninas. Há ainda duas faixas regravadas: a faixa que abre o álbum "Lög unga fólksins", original de 1977, e "Einhvers staðar, einhverntíma aftur", canção popular em 1994.
O álbum alcançou a primeira posição no Iceland Albums Chart, vendendo um total de 30 mil cópias, de onde foram retirados os singles * "Lög Unga Fólsins", "Einhversstaðar, Einhverntíma Aftur", "Allstaðar", "Bara Í Nótt"  e "Síðasta Sumar". Ainda houve dois singles promocionais, "Get Ekki Meira" e "Fimm Á Richter", utilizados para a divulgação do álbum.

## Faixas
| N.º | Título                                | Duração |  |
| 1.  | "Lög unga fólksins"                   | 3:18    |  |
| 2.  | "Allstaðar"                           | 3:55    |  |
| 3.  | "Ertu að hlusta"                      | 3:53    |  |
| 4.  | "Get ekki meira"                      | 3:39    |  |
| 5.  | "Ég komst hingað ein"                 | 4:26    |  |
| 6.  | "Sagan segir"                         | 4:01    |  |
| 7.  | "Bara í nótt"                         | 4:14    |  |
| 8.  | "Fimm á Richter"                      | 3:21    |  |
| 9.  | "Reyndu"                              | 3:30    |  |
| 10. | "Síðasta sumar"                       | 3:48    |  |
| 11. | "Einhvers staðar, einhverntíma aftur" | 7:02    |  |

## Singles
- "Lög Unga Fólsins"
- "Einhversstaðar, Einhverntíma Aftur"
- "Allstaðar"
- "Bara Í Nótt"
- "Síðasta Sumar"

### Outros singles
- "Get Ekki Meira"
- "Fimm Á Richter"

## Desempenho nas tabelas musicais
| Paradas (2004)                  | Posições |
| ------------------------------- | -------- |
| Islândia — Iceland Albums Chart | 1        |

| País          | Vendas |
| ------------- | ------ |
| Islândia IFPI | 30.000 |